# پککا هیمانن
پککا هیمانن (انگلیسی: Pekka Himanen؛ زادهٔ ۱۹ اکتبر ۱۹۷۳) فیلسوف، و دانشمند رایانه اهل فنلاند است.